# Gunzelin I. (Schwerin)

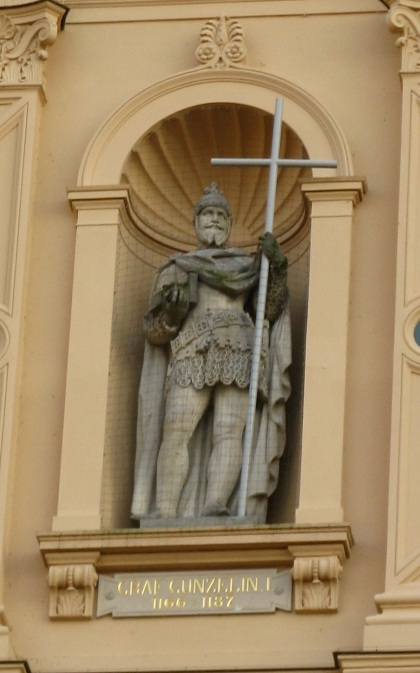
Statue in der Fassade des Schweriner Schlosses

Gunzelin von Hagen, auch Gunzelin I. (* zwischen 1125 und 1130; † 18. Juni 1185), war der erste Graf von Schwerin nach der Eroberung des Abodritenlandes durch Heinrich den Löwen.

## Leben
Gunzelin stammt wahrscheinlich aus der edlen Familie von Hagen, die bei Wolfenbüttel und Hildesheim viele Güter besaß. Er soll Heinrich dem Löwen bei Kämpfen gegen die Abodriten als Burggraf von Dahlenburg Hilfe geleistet haben. Dafür spricht, dass Bischof Bogufał II. von Posen Gunzelin als nobilis vir de Dalewo alias de Dalemburg bezeichnete. Nachdem sich Gunzelin in den Kämpfen ausgezeichnet hatte, setzte Heinrich der Löwe im Jahr 1160 seinen vertrauten Ministerialen als ersten Grafen von Schwerin ein. Neben der wiedererrichteten Burg Schwerin erhielt Gunzelin auch die Burg Ilow. Er war der wichtigste von Heinrichs neu im Abodritenland eingesetzten Lehnsleuten. Helmold von Bosau bezeichnete ihn daher als „praefectus“ des Abodritenlandes.
1164 rechtfertigte Gunzelin das in ihn gesetzte Vertrauen des Löwen, als er in schwierigster Situation die Burgen Ilow und Schwerin gegen das Heer des Pribislaw verteidigen konnte, bis der Herzog die Lage wieder herstellte. In der nach dem Tod von Adolf II. schon verloren geglaubten Schlacht bei Verchen gelang es ihm, die Truppen Pribislaws und der pommerschen Fürsten zu schlagen. Die Christianisierung des neu eroberten Landes wurde durch den Bischof Berno im Schutz von Gunzelin vorangetrieben.
Als Pribislaw 1167 das Abodritenland als herzogliches Lehen zurückerhielt, wurden die Burg Schwerin und ein umfangreiches dazugehöriges Gebiet ausgenommen. Dieses Gebiet blieb Gunzelin und seinen Nachfahren 191 Jahre lang als Grafschaft Schwerin erhalten, bis Nikolaus I. diese 1358 an Albrecht II. von Mecklenburg verkaufte, um den Landesausbau in Tecklenburg zu fördern.
1172 begleitete Gunzelin Herzog Heinrich den Löwen auf eine Pilgerreise nach Palästina. Als die Macht Heinrichs zerschlagen werden sollte, leistete er diesem Hilfe, die aber die Zerschlagung des Reiches von Heinrich nach der Reichsheerfahrt 1180 bis 1181 nicht verhindern konnte.
Er ist vermutlich am 18. Juni 1185 gestorben und wurde im Schweriner Dom beigesetzt.

## Familie
Über die familiären Verhältnisse sind kaum Fakten bekannt. 1150 war Gunzelin noch unvermählt, muss aber kurz danach geheiratet haben, da ein jüngerer Sohn von ihm schon 1174 als Zeuge erschien. Er heiratete Oda von Lüchow († 1190).
Aus der Ehe gingen fünf männliche Nachkommen hervor:
- Hermann von Schwerin († 1228), von 1191 bis 1195 Gegenbischof von Schwerin
- Helmold I. († 1206), von 1185 bis 1194 Graf von Schwerin
- Gunzelin (Günzel) II. († 1220/1221), Graf von Schwerin
- Heinrich von Schwerin († um 1228), genannt der Schwarze, Graf von Schwerin
- Friedrich I. († 1240), von 1238 bis 1240 Bischof von Schwerin